# Constance Debré
Pour les autres membres de la famille, voir Famille Debré.
Constance Debré, née en 1972, est une avocate et romancière française.

## Biographie

### Famille
Constance Debré est la fille du journaliste François Debré (1942-2020) et de l'ancien mannequin Maylis Ybarnégaray (1942-1988).
Par son père, elle est petite-fille de Michel Debré (1912-1996) et petite-fille par sa mère de Jean Ybarnégaray (1883-1956). Elle est, en outre, la nièce des anciens ministres Jean-Louis Debré et Bernard Debré.
Elle a une sœur prénommée Ondine.

### Jeunesse et formation
Sa mère décède en 1988 alors qu'elle a 16 ans. Elle étudie au lycée Henri-IV, puis le droit à l'université Paris-Panthéon-Assas. 
Elle est diplômée de la promotion 99 (E99) de l'École supérieure des sciences économiques et commerciales (ESSEC). Mariée en 1993 à vingt ans, elle a un fils en 2008, quinze ans plus tard.

### Avocate
Avocate de profession en 2010, elle accompagne son père François Debré en 2011, mis en examen dans l'affaire des emplois fictifs de la mairie de Paris, et défend notamment une dizaine de cas de djihadistes. Reconnue pour son éloquence, elle est élue deuxième secrétaire de la Conférence des avocats du barreau de Paris en 2013.

### Carrière dans le mannequinat et la littérature
Fin 2020, elle défile sur le podium pour le couturier Paco Rabanne.
Après quelques livres d'autobiographie et d'autofiction, elle rejoint la fiction avec Offenses, où elle présente un jeune assassin de vieille voisine (sic) : pour tout paradis un enfer.

### Carrière en tant qu'actrice
En 2025, elle joue dans le film Mika Ex Machina.

### Vie privée
En 2015, elle quitte son conjoint, sa « vie bourgeoise » et son métier d’avocate. Elle se met en « cavale » en renonçant à la propriété d’un appartement et mène à plein temps une carrière d'écrivaine.
Elle a vécu avec la styliste Camille Bidault-Waddington, ancienne femme de Jarvis Cocker.

## Prix
- 2005 : Prix Contrepoint pour Un peu là beaucoup ailleurs
- 2018 : Prix de La Coupole pour Play Boy[18]
- 2020 : Prix Les Inrockuptibles pour Love Me Tender, ex æquo avec Eric Reinhardt[19]

## Œuvres
- Un peu là beaucoup ailleurs, Monaco-Paris, France, Le Rocher, 2004, 107 p.  (ISBN 2-268-05191-9)[20]
- Manuel pratique de l'idéal. Abécédaire de survie, Monaco-Paris, France, Le Rocher, 2007, 156 p.  (ISBN 978-2-268-06130-6)
- Play Boy, Paris, Éditions Stock, 2018, 160 p.  (ISBN 978-2-234-08429-2)[21],[22]
- Love Me Tender, Paris, Éditions Flammarion, 2020, 192 p.  (ISBN 978-2-08-147173-3)[23]
- Nom, Paris, Éditions Flammarion, 2022, 170 p.  (ISBN 978-2-08-151593-2)[24]
- Offenses, Paris, Éditions Flammarion, 2023, 140 p.  (ISBN 978-2-0802-8614-7)[25].

## Entretiens
- Bookmakers, avec Richard Gaitet sur Arte Radio[26]